# Guitar Man
"Guitar Man" is een nummer van de Amerikaanse muzikant Jerry Reed. Het nummer verscheen op zijn album The Unbelievable Guitar and Voice of Jerry Reed uit 1967. Dat jaar werd het nummer uitgebracht als de enige single van het album. Later dat jaar werd het nummer gecoverd door Elvis Presley, die het op de soundtrack van zijn film Clambake zette. Zijn versie werd in januari 1968 uitgebracht als de tweede en laatste single van het album.

## Achtergrond
"Guitar Man" is geschreven door Reed zelf en geproduceerd door Chet Atkins. De oorspronkelijke versie van Reed bereikte in 1967 de 53e plaats in de Amerikaanse countrylijsten, maar haalde verder geen hitnoteringen. Kort nadat Reed het nummer op single uitbracht, werd het opgenomen door Elvis Presley. De zanger probeerde al enige tijd om het nummer op te nemen, maar hij was niet blij met de groove van de opnames. Hij zei: "Haal die redneck picker op de originele versie voor mij", en zijn personeel bracht Reed de studio in. Al tijdens de eerste opname was Presley blij met het gitaarwerk van Reed. De versie van Presley bereikte plaats 43 in de Amerikaanse Billboard Hot 100. In Nederland haalde het de Top 40 niet en bleef het steken op de derde plaats in de Tipparade.
In 1981, vier jaar na het overlijden van Presley, werd "Guitar Man" opnieuw opgenomen in een elektrisch arrangement. De zangpartij van Presley is hierbij niet aangepast. Het was zijn laatste van elf nummer 1-hits in de Amerikaanse countrylijsten; het bleef een week op deze positie staan. Ook behaalde het de 28e plaats in de Billboard Hot 100. In Nederland werd de Top 40 wederom niet bereikt en bleef het nummer staan op de twaalfde plaats in de Tipparade, maar de Nationale Hitparade werd wel gehaald, met een 39e positie als hoogste notering.
In 1992 nam The Jesus and Mary Chain een cover van "Guitar Man" op. Hun versie verscheen op de B-kant van de single "Reverence".

## Hitnoteringen
Alle noteringen zijn behaald door de versie van Elvis Presley.

### Nationale Hitparade
| Hitnotering: 04-04-1981 t/m 11-04-1981 | Hitnotering: 04-04-1981 t/m 11-04-1981 | Hitnotering: 04-04-1981 t/m 11-04-1981 | Hitnotering: 04-04-1981 t/m 11-04-1981 |
| Week                                   | 1                                      | 2                                      |                                        |
| -------------------------------------- | -------------------------------------- | -------------------------------------- | -------------------------------------- |
| Positie                                | 39                                     | 48                                     | uit                                    |

### NPO Radio 2 Top 2000
| Nummer met noteringen in de NPO Radio 2 Top 2000 | '16  | '17  | '18  | '19  | '20  | '21  | '22  | '23  | '24  |
| ------------------------------------------------ | ---- | ---- | ---- | ---- | ---- | ---- | ---- | ---- | ---- |
| Guitar Man                                       | 1806 | 1348 | 1451 | 1391 | 1663 | 1629 | 1621 | 1762 | 1595 |

1. ↑  Een vetgedrukt getal geeft de hoogste notering aan.
2. ↑  2016 was het eerste jaar met een notering voor dit nummer.